# Новое Матросово
Новое Матросово — микрорайон в Краснокамске.

## География
Микрорайон Новое Матросово расположен на северном выезде из города. Его границами являются улица Промышленная на востоке, левый берег речки Малая Ласьва на востоке, Березовый переулок на юге и граница с садоводческим товариществом «ЖБК-7» и пригородным лесным массивом на севере.

## Транспортное сообщение
Автобусы: 6, 16 и пригородные маршруты, все проходят по улице Промышленной.

## История
Уже в 1962 году площадка, на которой ныне находится микрорайон, была расчищена от леса. На карте 1985 года здесь были указаны отдельные жилые строения. На карте 2001 года уже указан отдельный микрорайон (тогда Ново-Матросова). В 2020 году здесь установлены границы территориального общественного самоуправления, при этом в документе думы Краснокамского городского округа фигурирует настоящее название микрорайона. Микрорайон представляет собой типичный поселок частной малоэтажной застройки с отсутствием объектов социальной сферы.

## Улицы
Микрорайон включает в себя следующие улицы:
меридиональные улицы и переулки (с запада на восток): Трубный переулок, улицы Осинская, Январская, Светлая, Буровая и Нефтяная;
широтные переулки (с севера на юг): Черный, Луговой и Берёзовый